# Яблонский, Виктор Петрович
Ви́ктор Петро́вич Ябло́нский (фамилия при рождении За́йкин, 14 июня 1897, Бердянск, Таврическая губерния — 14 июля 1941, Гдов, Ленинградская область) — российский советский актёр театра и кино, поэт. Непрямой родственник Петра Боборыкина (писателя, журналиста, автора романа «Китай-город») и известного писателя и публициста Виктора Гольцева.

## Биография
Родился в 1897 году в городе Бердянск Таврической губернии. С 1918 по 1921 год служил в Красной Армии, в боях был контужен, вследствие контузии страдал эпилепсией. В 1922 году публикует сборник своих стихов «В сумерках» с графическими иллюстрациями Сергея Полякова. В 1923 году работал в Вахтанговском театре. В 1923—1924 годах работает в Госиздате РСФСР, где исполняет обязанности заведующего столом учёта ответственных работников этого учреждения. В 1925—1926 — сотрудник МХАТа 2го в период руководства его Михаилом Чеховым. Играл второстепенные роли в спектаклях «Блоха» по сказу Н. Лескова, «Петербург» по А. Блоку, «В 1825 году». После окончания двух сезонов 9 апреля 1926 года покинул театр, но в октябре 1926 года просил вернуть его в вспомогательный состав. В 1928 году В. Яблонский вошёл в «девятку» подписантов, которая от имени актёрского цеха осудила заявление М. Чехова об уходе из театра.

В первой половине 1920-х годов был дружен с С. Есениным, познакомился с котором ещё в 1916 году. В числе нескольких ближайших друзей поэта был приглашён на его «современную свадьбу» (государственной регистрации брака или церковного венчания не производилось) с Софьей Толстой. Список гостей позже был переделан в шутливое стихотворение:
Приглашение на обручение —

им радость, а нам мучение.

Воронский, Сахаров, Пётр Пильский,

Казанский, Казин, Богомильский,

с ним Аксельрод и Вс. Ива́нов,

Шкловский из «ЛЕФа», 5 болванов,

2 Савкина, один Берлин,

Грузинов, Марк, 5-6 скотин,

Ан. Абрамовна, Като,

т. Либединский без пальто.

Сам Ключарев, Яблонский,

Орешин, Клычков

И даже Бабель

Без очков.
Известен ряд автографов Есенина, адресованных В. Яблонскому, например, автограф стихотворения «Не жалею, не зову, не плачу» и «Калитка моя».
В конце 1920-х годов В. Яблонский начал активно сниматься в кинематографе на Ленинградской фабрике «Совкино». В 1925 году подает заявление о выходе из Коммунистической партии, мотивируя свой шаг болезнью и тем, что «чувствует себя балластом». В 1931 году он получает главную роль — командира партизанского отряда Левинсона в фильме «Разгром» по одноимённому роману А. Фадеева. Сам автор высоко отзывался о работе В. Яблонского, считая его талантливым актёром, сыгравшим немало прекрасных ролей. Относительно сыгранного им персонажа в источниках отмечается, что «исполнитель роли Левинсона В. Яблонский обладает всеми типическими этническими чертами человека, носящего именно такую фамилию. Более героического персонажа иудаика в советском кино не знала ни до, ни после фильма режиссёра Н. Береснева». В 1932 году Яблонский, по предложению РАПП, организует Ленинградский филиал Рапповского театра, создает ряд экспериментальных мастерских, работает актёром и режиссёром. Пробуется на роль Чапаева в одноимённом фильме братьев Васильевых. Получает роль казака-пластуна. Из автобиографии: «после передачи роли Чапаева, которую должен был играть, артисту Борису Бабочкину, я принял предложение работать режиссёром в мастерской Сушкевич Ленинградского Дома Ученых.»
В 1935 году в прокат выходит фильм «Путь корабля» о вызывающей в тот период всеобщий интерес организации ЭПРОН, где В. Яблонский снова исполняет главную роль — начальника экспедиционной группы комиссара Петрова.
Нарастающему успеху тридцативосьмилетнего актёра, воплощающему на экране мужественные волевые образы, не дано развиться: по анонимному сообщению о «неправильной трактовке убийства Кирова» в феврале 1935 года он был исключён из партии и выслан из Ленинграда. В 1939 году попытку реабилитации В. Яблонского предпринимает А. Фадеев. 22 февраля он пишет письмо А. Вышинскому с просьбой восстановить актёра в гражданских правах. Впервые опубликованные в конце XX века документы о личном участии писателя в этом деле, наравне с его помощью Анне Ахматовой, Марине Цветаевой, другим представителям творческой интеллигенции, комментируются современными историками-литературоведами как факты для формирования более позитивного взгляда на деятельность главы Союза писателей СССР.
В конце 30х годов Яблонский был реабилитирован и смог вернуться в Ленинград, поскольку Ольга Берггольц, знакомая Яблонского, «с которым связано ощущение целого периода в жизни», упоминает в своём дневнике о его игре 13 марта 1941 года в спектакле «Дон Кихот» Александринского театра, отмечая: «Виктор очень постарел».
В начале Великой Отечественной войны В. Яблонский, несмотря на бронь (он мог эвакуироваться с «Ленфильмом» на Урал), ушёл добровольцем в народное ополчение и погиб в первых боях недалеко от Гдова.

## Семья
Был женат трижды:
- Первая супруга — Петрова (Яблонская) Екатерина Ивановна (1925—1934).
- Вторая супруга — Гольцева (Яблонская) Вера Викторовна (актриса), дочь известного писателя и публициста Виктора Гольцева.
- Третья супруга — Ницца Евгения Александровна (1902—1942), внучатая племянница Софьи Боборыкиной, жены Петра Боборыкина (писателя, журналиста, автора романа «Китай-город»).

- Дочь (от третьего брака) — Марианна Викторовна Яблонская (1938—1980), актриса ЦДТ, Ленинградского театра им. Ленсовета, театра имени Маяковского; режиссёр и писатель;

- Дочь (от первого брака) — Ольга Викторовна Яблонская. Внучка Екатерина Ивановна Яблонская.
- внучка (от третьего брака с Евгенией Ниццей) — Марианна Аркадьевна Яровская, российско-американский режиссёр документального кино.

## Фильмография
- 1928 год — Нота на колёсах / Спиридонов, механик-самоучка
- 1929 — Конница скачет — прапорщик
- 1931 год — Разгром / Левинсон, командир отряда
- 1932 год — Возвращение Натана Беккера
- 1934 год — Чапаев / казак, эпизод
- 1935 год — Путь корабля / Петров Артемий Петрович, начальник партии ЭПРОНа
- 1935 год — Ошибка Ильи Громова (не завершен) / Илья Громов